# Погалево-Мале
Погалево-Мале (пол. Pogalewo Małe) — село в Польщі, у гміні Бжег-Дольний Воловського повіту Нижньосілезького воєводства.
Населення — 249 осіб (2011).
У 1975-1998 роках село належало до Вроцлавського воєводства.

## Демографія
Демографічна структура станом на 31 березня 2011 року:
|          | Загалом | Допрацездатний вік | Працездатний вік | Постпрацездатний вік |
| -------- | ------- | ------------------ | ---------------- | -------------------- |
| Чоловіки | 122     | 29                 | 84               | 9                    |
| Жінки    | 127     | 21                 | 75               | 31                   |
| Разом    | 249     | 50                 | 159              | 40                   |